# Lilium lancifolium

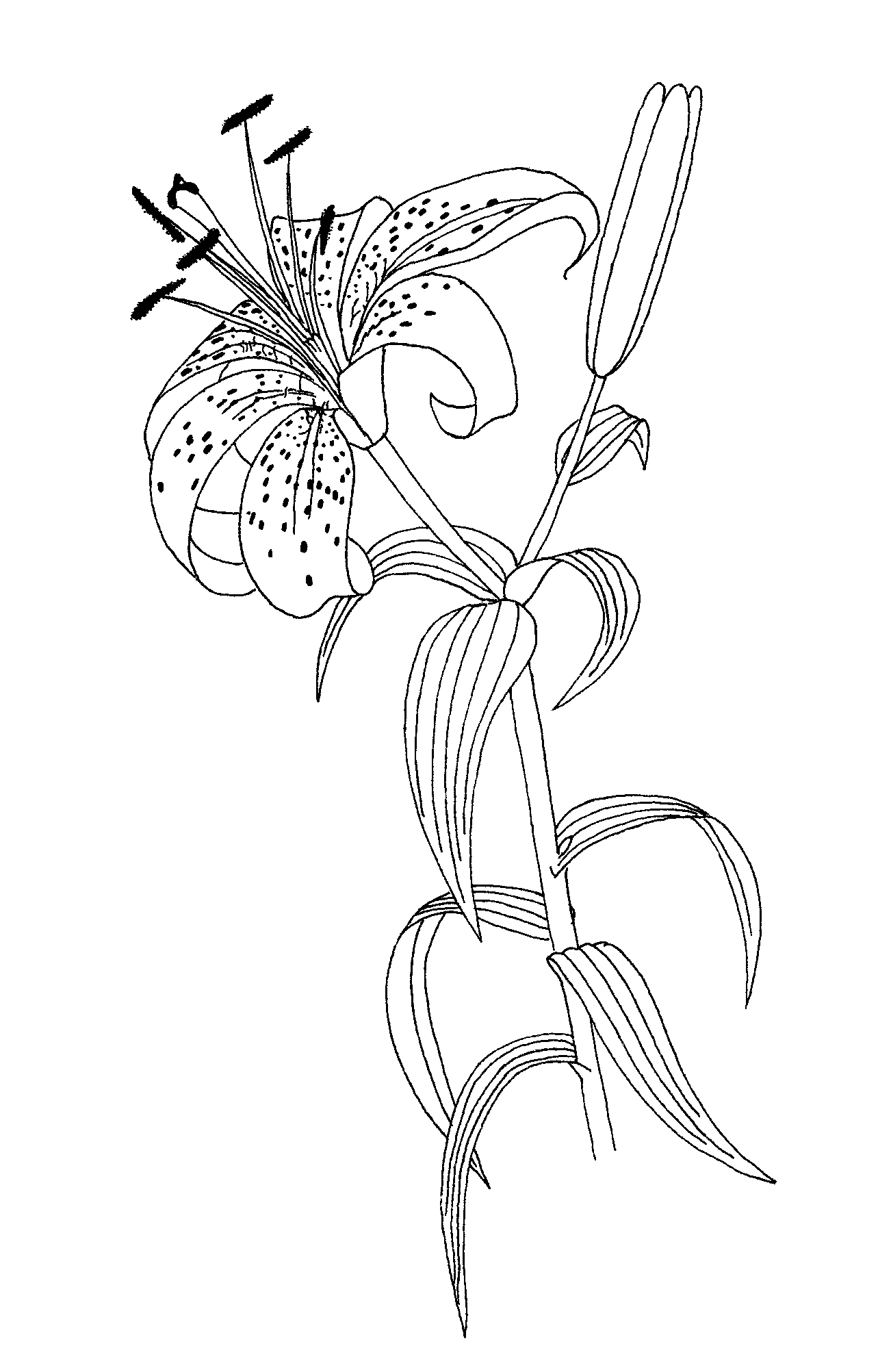
Lilium tigrinum (ilustração de Elly Waterman).

Lilium lancifolium (em chinês: 卷丹 | juan dan ) é uma espécie de planta com flor, pertencente à família Liliaceae.
A planta é endêmica nas províncias de Anhui, Gansu, Guangxi, Hebei, Henan, Hubei, Hunan, Jiangsu, Jiangxi, Jilin, Qinghai, Shaanxi, Shandong, Shanxi, Sichuan, Xinjiang e Zhejiang na República Popular da China, com ocorrências na Coreia do Norte, Coreia do Sul e no Japão.